# Куль (единица измерения)
Куль — древнерусская мера сыпучих тел. В зависимости от состава сыпучих тел равнялся 5—9 пудам.
Считается, что выражение «куль» в определённой степени соответствовало старинному слову «мех». Словом «куль» называли вместилища, сделанные из кожи животных шерстью наружу. Впоследствии им стали называть подобные ёмкости, сделанные из тканевых материалов.
Предполагается также, что слово «куль» пришло из Литвы, где в XVI веке оно означало меру зернового хлеба.